# Kunimitsu Sekiguchi
Pour les articles homonymes, voir Sekiguchi.
Kunimitsu Sekiguchi (関口 訓充, Sekiguchi Kunimitsu) est un footballeur japonais né le 26 décembre 1985 à Tama dans la préfecture de Tokyo au Japon.